# Gustavo Ponce
Gustavo A. Ponce (Venezuela, 20 de abril de 1952) é um matemático venezuelano.

## Vida
Ponce estudou na Universidade Central da Venezuela, onde obteve o bacharelado em 1976, e no Instituto Courant de Ciências Matemáticas da Universidade de Nova Iorque, onde obteve o mestrado em 1980 e o doutorado em 1982, orientado por Sergiu Klainerman (e Louis Nirenberg, com a tese Long time stability of solutions of nonlinear evolution equations. Foi a partir de 1976 instrutor e de 1984 a 1986 professor assistente na Universidade Central da Venezuela, de 1982 a 1984 professor visitante em Berkeley, a partir de 1986 professor assistente na Universidade de Chicago, a partir de 1989 professor associado na Universidade Estadual da Pensilvânia e a partir de 1991 professor na Universidade da Califórnia em Santa Bárbara.
Foi professor visitante no Instituto de Matemática Pura e Aplicada (IMPA), no Instituto de Estudos Avançados de Princeton (2004), no Mathematical Sciences Research Institute (MSRI), na Universidade Paris-Sul, na Universidade de Bonn, no Instituto Henri Poincaré, na Universidade do País Basco e na Universidade Autônoma de Madrid.
Foi palestrante convidado do Congresso Internacional de Matemáticos em Berlim (1998: On nonlinear dispersive equations). Em 2012 foi eleito fellow da American Mathematical Society.

## Publicações
- com Felipe Linares: Introduction to nonlinear dispersive equations, Springer, 2. Auflage 2015
- com Sergiu Klainerman: Global, small amplitude solutions to nonlinear evolution equations, Comm. Pure Appl. Math., 63, 1983, S. 133–141
- com Tosio Kato: Commutators estimates and the Euler and Navier-Stokes equations, Comm. Pure Appl. Math., Volume 41, 1988, p. 891–907
- com  Jose F. Linares: On the Davey-Stewartson systems, Annales de l'I.H.P. Analyse non lineaire, Volume 10, 1993, p. 523–548
- com Carlos Kenig, Luis Vega: A bilinear estimate  with applications to KdV equation, Journal Amer. Math. Soc., com 9, 1996, 573-603
- com Kenig, Vega: Smoothing effects and local existence theory for the generalized nonlinear Schrodinger equations, Inventiones  Math., com 134, 1998, p. 489–545
- com Kenig, Vega: The Cauchy problem for quasi-linear Schrodinger equations, Inventiones Math, com 158, 2004, p. 343–388
- com Carlos E. Kenig, C. Rolvung,  Luis Vega: Variable coefficient Schrödinger flows for ultrahyperbolic operators,  Advances in  Math., com 196, 2005, p. 373–486
- com A. A. Himonas, G. Misiolek, Yong Zhou: Persistence Properties and Unique Continuation of  solutions of the Camassa-Holm equation, Comm. Math.  Phys., com 271, 2007, p. 511–522
- com Luis Escauriaza, Carlos E. Kenig, Luis Vega: On uniqueness properties of solutions of Schrödinger equations, Comm. PDE, com 31, 2006, p. 1811–1823